# Norman Draper
Norman Richard Draper (*  20. März 1931 in Southampton; † 19. Juni 2022 in Madison (Wisconsin)) war ein britischer und US-amerikanischer mathematischer Statistiker.

## Werdegang
Draper studierte an der Universität Cambridge mit dem Bachelor-Abschluss 1954 und dem Master-Abschluss 1958 und wurde 1958 an der University of North Carolina in Chapel-Hill bei Raj Chandra Bose in Statistik promoviert (Investigation of Response Surface Designs). 1957 war er Forschungsassistent in der Statistik-Gruppe der Princeton University. 1958 bis 1960 war er Statistiker bei Imperial Chemical Industries in England in der Abteilung Kunststoffe. 1961 wurde er Assistant Professor (bei George Box) und 1966 Full Professor für Statistik an der University of Wisconsin-Madison, wo er von 1967 bis 1972 und von 1994 bis 1997 Vorsitzender der Abteilung Statistik war.
Er befasste sich mit Versuchsplanung, linearen Modellen und nichtlinearen Schätzern. Er veröffentlichte unter anderem mit George Box (der das Verfahren in den 1950er Jahren entwickelte) 1978 ein Buch über die Evolutionary Operation (EVOP) Methode der Versuchsauswertung und Versuchsplanung bei laufendem industriellen Betrieb.
1994 erhielt er mit Friedrich Pukelsheim den Max-Planck-Forschungspreis. 2005 erhielt er die Shewhart Medal. Er war Fellow der American Statistical Association, der Royal Statistical Society, des Institute of Mathematical Statistics und der American Society for Quality.
1988/89 war er Gastwissenschaftler an der Universität Augsburg (bei Friedrich Pukelsheim), 1990 an der University of Southampton  und 1985 an der Australian National University und der University of New South Wales in Sydney.

## Schriften
- mit George E. P. Box: Response Surfaces, Mixtures, and Ridge Analyses, Wiley 2007 (2. Auflage von Empirical Model-Building and Response Surfaces von 1987)
- mit Harry Smith: Applied Regression Analysis, Wiley 1966, 3. Auflage 1998
- mit George E. P. Box: Evolutionary Operation: a statistical method for process improvement, Wiley 1969, Reprint Wiley Classics 1998
  - Deutsche Übersetzung: Das EVOP-Verfahren: der industrielle Prozess, seine Kontrolle und mitlaufende Optimierung, Oldenbourg 1975